# Райнгард фон Гіммен
Райнгард фон Гіммен (нім. Reinhard von Hymmen; 5 листопада 1914, Берлін — 5 листопада 1942, Гренландське море) — німецький офіцер-підводник, корветтен-капітан крігсмаріне.

## Біографія
1 квітня 1933 року вступив на флот. З травня 1939 року — артилерійський і 1-й вахтовий офіцер на есмінці «Ріхард Байцен». В квітні-липні 1941 року пройшов курс підводника, в липні-вересні — курс командира човна. У вересні-пройшов командирську практику на підводному човні U-97, у вересні-листопаді — на U-564. З 19 листопада 1941 року — командир U-408, на якому здійснив 3 походи (разом 63 дні в морі). 5 листопада 1942 року U-408 був потоплений в Гренландському морі північніше Ісландії (67°40′ пн. ш. 18°32′ зх. д.) глибинними бомбами американського летючого човна «Каталіна». Всі 45 членів екіпажу загинули.
Всього за час бойових дій потопив 3 кораблі загальною водотоннажністю 19 689 тонн.
| Дата            | Назва корабля    | Тип               | Тоннаж | Вантаж                                                                              | Екіпаж | Загинули | Країна             | Конвой |
| --------------- | ---------------- | ----------------- | ------ | ----------------------------------------------------------------------------------- | ------ | -------- | ------------------ | ------ |
| 13 вересня 1942 | Oliver Ellsworth | Торговий пароплав | 7,191  | 7200 тонн боєприпасів і літак як палубний вантаж                                    | 70     | 1        | США                | PQ-18  |
| 13 вересня 1942 | Сталинград       | Торговий пароплав | 3,559  | Військові товари, включаючи 500 тонн вибухівки і танки та літаки як палубний вантаж | 87     | 21       | СРСР               | PQ-18  |
| 14 вересня 1942 | Atheltemplar     | Тепловий танкер   | 8,939  | 9400 тонн Адміралтейського мазуту                                                   | 61     | 0        | Британська імперія | PQ-18  |

## Звання
- Кандидат в офіцери (1 квітня 1933)
- Морський кадет (23 вересня 1933)
- Фенріх-цур-зее (1 липня 1934)
- Оберфенріх-цур-зее (1 квітня 1936)
- Лейтенант-цур-зее (1 жовтня 1936)
- Оберлейтенант-цур-зее (1 червня 1938)
- Капітан-лейтенант (1 грудня 1940)
- Корветтен-капітан (1 листопада 1942, посмертно заднім числом)

## Нагороди
- Медаль «За вислугу років у Вермахті» 4-го класу (4 роки)
- Залізний хрест 2-го і 1-го класу
- Нагрудний знак підводника